# Fernando Poggio
Fernando Poggio (Buenos Aires, 10 de abril de 1968) es un diseñador y artista plástico argentino. Egresado de la carrera de Diseño de la Universidad de Buenos Aires, desde 1991 trabaja utilizando el aluminio como principal material de trabajo.

## Formación y trayectoria
Fernando Poggio es egresado de la carrera de Diseño de la Universidad de Buenos Aires y artista plástico.
Poggio inicia en 1991 su propia empresa, especializándose en el diseño y producción de artículos para empresas, desarrollo de premios, intervenciones artísticas y señaléticas.
En el año 2000 participó en la creación del grupo Diseñadores del Bajo, con el que abrió su primer local de venta al público. En 2014 formó parte del grupo de profesionales fundadores de la Cámara Argentina de Diseño.
Fue docente universitario en la Cátedra Forbes de la carrera de Diseño Gráfico en la UBA,  y Asesor en Comunicación Visual del Centro Cultural General San Martín.  En 2012 incorporó objetos con su firma a la colección permanente de diseño del Museo de Arte Moderno de Buenos Aires.

## Materiales
En la obra de Fernando Poggio se destaca el uso de aluminio de alta durabilidad,  utilizado comúnmente en la construcción y la industria aeronáutica. Sus piezas están hechas de una aleación especial que brinda mayor dureza, y son conformadas a través de máquinas herramienta con control numérico por computadora y corte láser.

## Obras destacadas
Desde 1999, Fernando Poggio es convocado para diseñar distintos premios nacionales e internacionales como la lengua del canal MTV y el Premio Sur de la Academia de Artes y Ciencias Cinematográficas Argentinas. Otros premios diseñados por Fernando Poggio incluyen el de la Fundación Exportar, la Copa Argentina, La Copa Redbull del MotoGP y la copa IVECO. En 2007, fue uno de los cinco diseñadores argentinos cuyas creaciones representaron al país en la feria 100% Design Tokio.
Su obra incluye desarrollos especiales para empresas como Google, American Express, Coca Cola y Mercedes Benz, así como para otras organizaciones como el Teatro Colón y el Museo de Arte Latinoamericano de Buenos Aires (MALBA).
También es autor de los Anillos Olímpicos de los III Juegos Olímpicos de la Juventud, emplazados frente al obelisco de la Ciudad de Buenos Aires en octubre de 2017.
En 2017, una línea de mobiliario de su autoría fue distinguida con el Sello Buen Diseño Argentino.